# Lennart Wallin (pianist)
Lennart Axel Wallin, född den 21 februari 1948, är en svensk pianist och kammarmusiker. Han föddes i Stockholm och växte upp i Härnösand där han fick pianoundervisning av pianopedagogen Kåre Tirén . År 1967 antogs han till Kungliga Musikhögskolan i Stockholm där han utbildades av professor Lars Sellergren. Han avlade solistdiplom med kammarmusikalisk inriktning år 1973. 
Han är aktiv som orkesterpianist i bland annat Radiosymfonikerna och Kungliga Filharmonikerna och har under många år samarbetat i pianotrion Trio-73 med Nils-Erik Sparf, violin, och Elemér Lavotha, cello.
Han har varit initiativtagare och producent för kammarmusikserien Amorina Recitals i Sollentuna. Den serien ägde rum åren 1986 - 2004.
Under tiden 1986 - 2015 har Lennart Wallin varje år medverkat i Saxå kammarmusikfestival som pianosolist och ackompanjatör. 

Referenser
1. ↑  ”Lennart Wallin”. birthday.se. https://www.birthday.se/. Läst 17 juli 2021.
2. ↑  ”Njutbart med Wallin och Blåsarkvintetten”. allehanda.se. 1 februari 2008. https://www.allehanda.se/artikel/njutbart-med-wallin-och-blasarkvintetten. Läst 17 juli 2021.
3. ↑  ”Begåvad Härnösands-pianist spelar cembalo i hemstaden”. Västernorrlands allehanda:  s. 17. 22 juli 1981. Läst 7 juli 2021.
4. ↑  ”Pianisten mitt i orkestern”. st.nu. 2 februari 2008. https://www.st.nu/artikel/pianisten-mitt-i-orkestern. Läst 17 juli 2021.
5. ↑  Yumpu.com. ”programtidningen-berwaldhallen-december-2011-sveriges-radio”. yumpu.com. https://www.yumpu.com/sv/document/view/18602928/programtidningen-berwaldhallen-december-2011-sveriges-radio. Läst 25 juli 2021.
6. ↑  ”Amorina Recitals 1”. www.torgny.biz. https://www.torgny.biz/Amorina_Recitals_1.htm. Läst 25 juli 2021.
7. ↑  ”Saxå kammarmusikfestival Historik”. https://www.saxa.se/historik. Läst 29 juli 2021.